# Малиша Глишић
Малиша Глишић (Бачевци, Краљевина Србија 1886— 1916, Ниш, Краљевина Србија) био је српски сликар са почетка 20. века и један од претеча српског импресионизма.
Школован је у Београду и Минхену, стварао је у Италији до Балканског рата, кад се вратио у Србију и ступио у војску. Умро је 1916. године под неразјашњеним околностима. О њему је остало веома мало писаних докумената, као и мало сачуваних слика.

## Биографија
Студирао је у Српској цртачко-сликарској и уметничко-занатској школи у Београду (1903-1905) коју су водили Бета и Ристо Вукановић. Године 1908. уписао се на минхенску Академију у класи Хуга Хабермана. Прекинуо је студије 1909, а од 1910. до 1912. године борави у Италији где је насликао већи број пејзажа монументалног формата инспирисан околином Рима и Напуља. Учествовао је на престижним уметничким смотрама и излагао самостално. Био је сценограф Народног позоришта у Београду (1909).
Кад је почео Балкански рат, Глишић је напустио Италију и вратио се у Србију, где је ступио у Другу армију Степе Степановића, с којом је учествовао у опсади Једрена. Министар просвете откупио је јуна 1914. године неколико Малишиних ратних слика, које су послате српским гимназијама у "унутрашњости Србије". У истој Другој армији служио је Глишић и у Првом светском рату, када је насликао неколико драгоцених предела и призора из ровова. Стигао је Малиша и на Мачков камен, где су се водиле величанствене борбе. Умро је Глишић  од пегавог тифуса у Нишу, у који је стигао после одбране Београда. У јесен 1916. године болестан је заостао после повлачења војске, и умро пре новембра 1916. године. Некролог изузетно талентованом сликару, који је умро за време епидемије пегавог тифуса и великих штрапаца, су објавиле "Београдске новине" 3. новембра 1916. године. Исте "Београдске новине" су 15. децембра 1916. године, о његовој смрти објавиле и сећање Јураја Оршића-Салветићког.
Имао је две самосталне изложбе, 1907. и 1913. године. На првој је изложио неколико слика по приватним радњама, а на изложби из 1913, у Другој мушкој гимназији, изложио је 40 слика. Његове изложбе критика није забележила. Глишићев мотив "Стари Београд", штампан је као дописна карта и продаван 1938. године. Његове најзначајније радове чувају и излажу Народни музеј, Музеј савремене уметности, Музеј града Београда и Спомен-збирка Павла Бељанског.
Своја дела је излагао у оквиру павиљона Краљевине Србије на међународној изложби у Риму 1911. године.

## Сликарство
Глишићево сликарство сачињавају три периода:
- школски период (1907-1910)
- италијански период (1911-1912)
- ратнички период (1912-1915)

#### Школски период
Још у почетку се опредељује за пејзаж, светлу палету и импресионизам. Његове прве слике имају зрео поглед, он иде краћим путем и брзо ка циљу. На слици Ташмајдан (1907) присутне су све особине импресионизма - расветљена палета, плаве сенке, слободан потез у густим слојевима. Глишић показује изразиту склоност ка сликању атмосфере.

#### Италијански период
Судећи према густом и тешком потезу са Ташмајдана, Глишић је сликао на италијански начин и пре посете Италији. За непуне две године боравка створио је зрело сликарско дело, које се по вредности налазило на самом врху српског импресионизма. Светлост је раздвојена пастозном фактуром, распоређеном тако да даје утисак преливања. Порекло зелене и жуте светлости слојевите структуре налази се у његовим експериментима инспирисаним италијанским мајсторима и сецесионизмом Сегантинија. Због густе фактуре и тактилне вредности његовог дела према Лазару Трифуновићу, он је претеча енформелу и структуралном сликарству. Остваривао је спектрално и аналитичко разливање светлости, слично дивизионизму, с тим што се мешање боја не одвија оптички, ни на палети, већ непосредно на платну, током сликања.
Слике из овог периода: Пут на Монте Чирчео (1912), Предео из Италије (1911), Пејзаж са мора (1911).

## Галерија
- Глава жене, 1903.
- Ташмајдан, 1904.
- Војна кухиња, 1911.
- Пејзаж, 1911.
- Мотив из Рима, 1911.
- Предео из Рима, 1911
- Предео из Италије, 1912.
- Пут за Монте Чирчео, 1913.
- Ратни плен, 1913.
- Муратово турбе, 1915.